# Au Cap
Au Cap est un district des Seychelles de l'île de Mahé, anciennement appelé Anse Louis.

## Géographie

### Démographie
Le district d'Au Cap couvre 8,7 km2 et compte 2 997 habitants (2002).